# Шуя
Шу́я — город (с 1539 года) в Ивановской области России, административный центр Шуйского района, в состав которого не входит, образует городской округ Шуя.
Площадь — 33,21 км², население — 55 225 чел. (2021). По численности населения Шуя является третьим после Иванова и Кинешмы городом Ивановской области.
В 2010 году город включён в число исторических поселений федерального значения.

## География
Старая часть Шуи расположена на левом возвышенном берегу реки Тезы (левого притока Клязьмы), а на правом берегу, в местности менее возвышенной, расположена новая часть города (Заречье), которая рекой Сехой разделяется на два предместья, соединённые между собою постоянным мостом. Заречье стало застраиваться лишь в 1830-х годах, ранее здесь была пахотная и луговая земля.
Город расположен в 32 км к юго-востоку от областного центра города Иваново и в 310 км к северо-востоку от столицы России города Москвы. Через город с севера на юг протекает река Теза (приток Клязьмы), протяжённость которой в городской черте составляет 6,6 км. По городу протекает также Сеха (впадающая в Тезу) и Мотовилиха (впадающая в Сеху).

## Этимология
Название упоминается в нижегородской летописи под 1393 годом, а с 1403 года известна фамилия князей Шуйских, образованная от названия селения. Как город впервые упоминается в 1539 году, а до этого времени он некоторое время был известен как Борисоглебская слобода, называвшаяся по церкви благоверных князей Бориса и Глеба.
Историк и краевед Шуи В. А. Борисов, живший в XIX веке, склонялся к тому, что название имеет славянское происхождение, от шуйца, «левая рука». Шуя действительно лежит на левом берегу реки Тезы.
Современный географ Е. М. Поспелов писал, что название образовано по расположению селения при впадении реки Шуя в реку Теза (левый приток Клязьмы); гидроним Шуя из финского Suo oja — «болотистая» (suo — «болото», оjа — «река, ручей»). Однако реки с названием Шуя в данной местности не существует.

## История
В XX веке неподалёку от Шуи были обнаружены древние захоронения (так называемые Семухинские курганы), относящиеся к Волжскому торговому пути X—XI веков.
По мнению историка К. Е. Балдина, Шуя возникла в период монголо-татарского ига. Город основан не позднее XV века.

### Шуйское княжество
В 1387—1448 годах существовало Шуйское княжество.
С 1403 года упоминаются князья Шуйские, которые владели Шуей на протяжении почти 200 лет. Род Шуйских ведёт начало от Василия Кирдяпы — одного из князей Суздальских. Представителем этого рода был Василий IV Шуйский, после него на российский престол взошла династия Романовых. Как повествуют легенды, Василий Шуйский часто посещал свою вотчину, чтобы заняться соколиной охотой. В селе Мельничном (ныне в северо-западной части Шуи), по преданию, похоронена дочь царя княжна Анна. В Шуйском кремле (ныне территория Союзной площади) были осадные дворы, принадлежавшие князю Ивану Шуйскому, князю Дмитрию Пожарскому и др.

### XVI—XVII века
Первое документальное свидетельство о Шуе относится к 1539 году. Под этой датой Шуя упоминается в Никоновской летописи среди городов, разорённых казанским ханом Сафа-Гиреем, и именно от неё город ведёт своё летосчисление. До этого город был известен под названием Борисоглебская слобода, в честь расположенной в нём церкви Святых Бориса и Глеба.
Старый город состоял из кремля, острога и посада. Это городище площадью 370×270 м было расположено на левом берегу реки Тезы при впадении в неё реки Сехи. Кремль был обнесён земляным валом, имевшим протяжение с востока на запад 122, с юга на север 114, a в окружности 522 саженей. На валу находилась деревянная стена с четырьмя по углам башнями и трое ворот, которые именовались: на восток Никольскими, на юг Телешевскими, a на запад Тайницкими. В крепости находились деревянные храмы — Покрова Пресвятой Богородицы и Алексия человека Божия, тюрьма, губный двор, съезжая изба, воеводский двор; дома князей и бояр — Шуйских, Черкасских, Бабкиных, Собакиных и других, подворье Николо-Шартомского монастыря, дворцовых сёл — Дунилова, Гориц и Лежнева. К началу XXI века от укреплений сохранились только фрагменты валов и рва.
Иван Грозный во время похода на Казань в 1549 году посетил Шую и в 1565 году включил её в числе других 19 городов в состав опричнины (1565—1572), объявив своей собственностью. Затем в 1572 году по духовной грамоте Ивана Грозного Шуя в числе прочих городов перешла в наследство его сыну Фёдору. В грамоте сказано: «а благословляю и даю сыну моему Феодору золотой крест, город Шую и прочия города». В 1576 году Иван Грозный пожаловал городу Шуе «земли под новые дворы, мельницу и из поместных земель около Шуи города и посаду на все четыре стороны по 10 десятин длинных со всеми угодьями животине на выпуск».
В Смутное время жители Шуи отказались следовать примеру суздальцев, присягнувших самозванцу, известному под именем Тушинского вора. Они видели, что им грозит за это гибель от самозванца, однако, несмотря на угрозы поляков и русских мятежников, остались верными своему законному царю Василию Шуйскому.
В начале 1609 года в освобождении Шуи от польско-литовских интервентов принимало участие кинешемское ополчение во главе с воеводы Фёдором Боборыкиным.
В 1609 Шуя была взята и разрушена польско-литовскими войсками и силами суздальского воеводы Фёдор Плещеев (Смердова). В том году Шуйское ополчение действовало против поляков под начальством боярина Фёдора Шереметева.
В 1619 Шуя была разорена польско-литовскими отрядами и казаками. К 1623 году в Шуе были гостиный двор и несколько десятков лавок.
В начале XVII века — начале 1730-х годов и с 1833 года имелась пристань на реке Тезе.
В 1629, 1662, 1668, 1710, 1766, 1770, 1792 и 1847 годах Шуя страдала от пожаров, нередко уничтожавших почти все здания.
В 1654 году шуйские жители были поражены смертоносной моровой язвой, свирепствовавшей с 1 сентября по 12 октября. От язвы умерли тогда 560 человек, в живых осталось 610.
В мае 1682 года в Шуе проездом в Москву из места своего жительства — города Луха, останавливался боярин Артамон Матвеев. Он проезжал тогда с великой пышностью уже не как опальный, но как знаменитый боярин.

### XVIII—XIX века
В 1708—1778 годах — уездный город Московской губернии, с 1719 года — Юрьев-Польской провинции Московской губернии. В 1778—1796 годах — уездный город Владимирского наместничества, в 1796—1918 годах — Владимирской губернии.
В 1722 году по пути в Персидский поход в Шуе побывал Пётр I. Он остановился в городе, чтобы исполнять своё обещание приложиться к местной святыне — чудотворной Шуйско-Смоленской иконе Божией Матери. Икона была написана шуйским иконописцем в 1654—1655 годах, когда в городе свирепствовала моровая язва. Вскоре после написания иконы эпидемия прекратилась, а образ Божией Матери, по преданию, явил чудодейственные исцеления больных. Пётр I тоже некогда избавился от недуга и хотел увезти чудотворную икону в Санкт-Петербург. Горожане, узнав об этом, упали перед царём на колени и упросили оставить икону на своём месте в Воскресенском храме.
В 1729 году в Шуе некоторое время жила дочь Петра I царевна Елизавета, которая любила охотиться в окрестных лесах.
В 1781 году императрица Екатерина II издала указ об образовании Владимирского наместничества и утвердила первый герб города Шуи. Герб представлял собой щит, разделённый на две части. В верхней части стоящий на задних лапах львиный леопард — символ губернского города Владимира; в нижней части — «на красном поле брус мыла, означающий славные находящиеся в городе мыльные заводы».
В 1837 году, путешествуя по России в сопровождении поэта Василия Жуковского, Шую посетил будущий император Александр II. Познакомившись с достопримечательностями города, цесаревич удостоил своим посещением дома́ наиболее знаменитых горожан — богатейших купцов Посылиных и Киселёвых.
По данным на 1859 год, в городе проживало 8555 человек (675 домов).
В 1868 году открыто движение по проложенной через Шую железнодорожной линии Новки — Иваново.
В 1897 году в городе имелось 77 улиц (из них 35 мощёных); 2250 домов (437 каменных и 1822 деревянных); проживало 12 190 жителей мужского и 10 082 женского пола.

### Экономика до революции
Шуя была крупным торговым центром с развитым ремесленным производством, одним из главных российских центров мыловарения, со второй половины XVIII века — ткачества. В 1629 в Шуе упоминается гостиный двор (на месте современного Гостиного двора).
Развитию промышленности и торговли в Шуе способствовало удобное положение города на судоходной реке Тезе (ныне река обмелела). Торговать в Шую приезжали иногородние и иностранные купцы — в 1654 году в гостином дворе была лавка английско-архангельской торговой компании. В это же время Шуя была известна своими ярмарками.
Развивался текстильный промысел — изготовление льняных тканей. Ткачество холстов производилось во многих крестьянских избах и в домах посадского населения города Шуи на деревянных ткацких станах. С середины XVIII века в Шуе появились ткацкие полотняные мануфактуры. В 1755 году купец Яков Игумнов открыл первую полотняную мануфактуру, в доказательство чего из шуйской воеводской канцелярии на устройство фабрики ему был выдан билет.
Мыловарение было наиболее старой промышленной отраслью города. Первое упоминание о нём читается в писцовой книге Афанасия Векова и подьячего Селиверста Иванова 1629 года. Уже в XVI веке определился промышленный характер города Шуи. Наряду с мыловарением другим старинным промыслом Шуи был овчинно-шубный. Он особенно процветал в XVI—XVII веках, поэтому царя Василия Шуйского в народе называли «шубником».
К концу XVIII века всемирный рынок завоевал хлопок. Шуйские купцы династии Киселёвых были первыми предпринимателями, кто наладил поставку хлопчатобумажной пряжи из Англии не только в Шую, но и её окрестности.
В XIX веке в Шуе был основан ряд крупных промышленных предприятий.
Быстро развивались фабрики купцов братьев Посылиных. Алексей Посылин первым завёл бумагопрядильную фабрику на 11 000 веретён, действовавшую посредством паровых машин. Продукция посылинских мануфактур была удостоена большой золотой медали на Первой Всероссийской выставке мануфактурной промышленности в Санкт-Петербурге в 1829 году. Писатель Дмитрий Шелехов в середине XIX века отмечал: «Этот купеческий дом в Шуе искони богатый, расчётливый и настойчивый в исполнении задуманных предприятий, имеет все средства вещественные и невещественные, чтоб сделать свою прядильную фабрику одним из первых заведений в государстве».
В 1897 году в городе было 29 фабрик и заводов; сумма производительности их равнялась 12 494 160 рублей в год; рабочих на них было 10 691 человек.

### Советский период
Советская власть была установлена в городе 26 октября (7 ноября) 1917 года. В 1918—1929 годах — уездный город Иваново-Вознесенской губернии. С 1929—1936 годах — административный центр Шуйского района и в 1929—1930 годах — административный центр Шуйского округа Ивановской Промышленной области. С 1936 года — административный центр Шуйского района Ивановской области.
В Шуе было сформировано несколько воинских соединений:
- В сентябре 1918 года формировался штаб 7-й стрелковой Черниговской (бывшей Владимирской) дивизии[17];
- В 1939 году был сформирован 266-й корпусной артиллерийский полк[18];
- В сентябре 1941 года, на основе располагавшегося в Шуе 594-го тяжёлого пушечного артиллерийского полка АРГК, были развёрнуты четыре артиллерийских полка:
  - 594-й пушечный артиллерийский полк,
  - 602-й пушечный артиллерийский полк,
  - 701-й пушечный артиллерийский полк,
  - 642-й пушечный артиллерийский полк.

Также в Шуе в здании «Фабрики-кухни», улица Железнодорожная, дом 2 (позже профтехучилище № 11) находился 354-й запасной стрелковый курсантский полк, в котором проводилось обучение призывников перед отправкой их на фронт.

### Шуйское дело
15 марта 1922 года жители Шуи, в основном рабочие, вышли на центральную площадь, чтобы не допустить изъятия церковных ценностей из городского Воскресенского собора. Для подавления народного выступления власти применили военную силу, был открыт пулемётный огонь. Четверо шуян (по другим данным — пятеро), и среди них девочка-подросток, были убиты на месте.
В связи с этими событиями 19 марта председатель Совета народных комиссаров РСФСР В. И. Ленин составил секретное письмо, квалифицировавшее события в Шуе как одно из проявлений общего плана сопротивления декрету Советской власти со стороны «влиятельнейшей группы черносотенного духовенства» и предложением их ареста и расстрела.
22 марта Политбюро ЦК РКП(б) на основе письма Льва Троцкого приняло план мероприятий по репрессиям против духовенства. Он включал арест Синода, показательный процесс по Шуйскому делу, а также указывал — «Приступить к изъятию во всей стране, совершенно не занимаясь церквами, не имеющими сколько-нибудь значительных ценностей».
Менее чем через два месяца, 10 мая 1922 года были расстреляны протоиерей собора Павел Светозаров, иерей Иоанн Рождественский и мирянин Пётр Языков.
В 2007 году на площади возле собора был установлен памятник священнослужителям и мирянам, убитым в 1922 году.

## Гражданская архитектура
Объекты культурного наследия Шуи на Викискладе
Шуя развивалась по регулярным планам 1788 и 1834 годов. На территории городища расположены здания присутственных мест (начало XIX века, классицизм), Киселёвской больницы (1841—1844, классицизм), дом трудолюбия (1900, в духе эклектизма) и ряд др.
В центральной части города расположены усадьбы купцов Жуковых (1730-е годы), Посылиных (первая половина XIX века, живописный плафон гостиной), Щеколдиных (XIX века), Небурчиловых (XIX — начало XX веков), М. А. Павлова (серерида XIX — начало XX веков, интерьеры выполнены в духе эклектизма), Рубачёвых (1880-е годы), Листратовых (1910-е годы, неоклассицизм), здания городской управы (1806, 1904—1905), Благородного собрания (1901, архитектор К. В. Терский), гостиного двора (по проекту 1815, архитектор Г. Маричелли), водонапорные башни (1883, архитектор В. О. Шервуд; 1927, по системе инженера В. Г. Шухова).
Также на левом берегу Тезы находятся архитектурные комплексы крупнейших шуйских фабрик: Посылиных и М. А. Павлова (XIX — начало XX веков), Поповых (вторая четверть XIX — начало XX веков) и Небурчиловых (вторая половина XIX — начало XX веков).
В Шуе находятся возовые весы («важня») — уникальный архитектурный объект федерального значения, единственный сохранившийся в стране павильон с весами для возов. Мерные весы находятся на Центральной (бывшей Торговой) площади с 1820-х годов. Сооружение имеет форму классического портала с колоннами, несущими кровлю. Автором проекта называют архитектора Маричелли. В 2015 году была произведена полная реставрация разрушающегося объекта, на которую из федерального бюджета было выделено более 10 млн рублей.

## Храмы
К 1917 году в городе было 20 церквей.
На территории городища расположен Покровский собор (1754). Также сохранились храмы: Крестовоздвиженский (1693, перестроен в 1823, росписи Т. Медведева 1820-х годов), великомученника Георгия (1703, перестройки в 1817 и 1838). На Зелёной площади стоит храмовый ансамбль Никольского собора (1756; северный придел — 1833), Воскресенского собора (1792—1798, расширен в 1912—1913) и колокольни (1810—1833, архитекторы Маричелли, Е. Я. Петров). На северо-западной окраине города находится храм Спаса Преображения (святителя Николая Чудотворца) (1833).
Комплекс Воскресенского собора начала XIX века известен своей 106-метровой колокольней — первой в Европе среди звонниц, стоящих отдельно от храмов. В 1891 году на третий ярус колокольни был поднят седьмой по величине колокол в России (весом 1270 пудов). Он был отлит в Москве на средства крупнейшего фабриканта М. А. Павлова. С 1991 года Воскресенский собор является подворьем Свято-Николо-Шартомского мужского монастыря — шуйской православной обители, известной с 1425 года.

## Культура

### Музеи
- Шуйский историко-художественный и мемориальный музей имени М. В. Фрунзе (история музея с 1939)[2]. Крупнейшая в мире коллекция русских и зарубежных сосудов с секретами, переданная в дар музею уроженцем города А. Т. Калининым.
- Литературно-краеведческий музей имени Константина Бальмонта (история музея с 1968)[2]
- Музей мыла, посвящённый истории мыловарения в Шуе[26].
- Музей боевой славы города Шуи (2010).
- «Казённый винный склад № 3» (2014)[2]

### Кинотеатры
- Кинотеатр «Родина»[27]
- Кинотеатр «Май»[28]

### Памятники монументального искусства
- В 1927 году скульптором М. Я. Харламовым был создан памятник М. В. Фрунзе[2].
- Памятник на площади Революции в честь героев Революции 1917 года.
- Памятники Ленину
- Памятник героям Великой Отечественной войны
- Памятник солдатам Афганской войны
- 17 октября 2007 года открыт памятник священнослужителям и мирянам Русской православной церкви, погибшим в период преследования церкви большевиками в 1920—1930-х годах, работы скульптора Александра Рукавишникова.
- 15 июня 2019 года у здания литературно-краеведческого музея был открыт первый в России памятник поэту-символисту Константину Бальмонту. Автор монумента — ивановский скульптор и уроженец Шуи Игорь Бычков[29].

## Население
| 1856    | 1897    | 1926    | 1931    | 1939    | 1959    | 1970    | 1973    | 1976    | 1979    | 1982    |
| ------- | ------- | ------- | ------- | ------- | ------- | ------- | ------- | ------- | ------- | ------- |
| 9300    | ↗19 600 | ↗35 500 | ↗44 900 | ↗57 910 | ↗64 562 | ↗68 781 | ↗70 000 | ↗71 000 | ↗71 970 | ↗72 000 |
| 1986    | 1987    | 1989    | 1996    | 1998    | 2000    | 2001    | 2002    | 2003    | 2005    | 2008    |
| →72 000 | →72 000 | ↘69 313 | ↘69 000 | ↘68 100 | ↘66 800 | ↘66 000 | ↘62 449 | ↘62 400 | ↘60 800 | ↘58 900 |
| 2009    | 2010    | 2011    | 2012    | 2013    | 2014    | 2015    | 2016    | 2017    | 2018    | 2019    |
| ↘58 541 | ↘58 486 | ↗58 500 | ↘58 357 | ↗58 616 | ↘58 570 | ↗58 795 | ↘58 690 | ↗58 723 | ↘58 114 | ↘57 569 |
| 2020    | 2021    |         |         |         |         |         |         |         |         |         |
| ↘57 039 | ↘55 225 |         |         |         |         |         |         |         |         |         |

На 1 января 2025 года по численности населения город находился на 303-м месте из 1124 городов Российской Федерации.
Национальный состав
По итогам переписи населения 2020 года проживали следующие национальности (национальности менее 0,1 % и другое, см. в сноске к строке «Другие»):
| Национальность | Численность, чел. | Доля     |
| -------------- | ----------------- | -------- |
| Русские        | 52 850            | 95,70 %  |
| Армяне         | 202               | 0,37 %   |
| Таджики        | 103               | 0,19 %   |
| Украинцы       | 99                | 0,18 %   |
| Цыгане         | 91                | 0,16 %   |
| Азербайджанцы  | 69                | 0,12 %   |
| Узбеки         | 68                | 0,12 %   |
| Другие         | 1743              | 3,16 %   |
| Итого          | 55 225            | 100,00 % |

## Экономика
Город исторически являлся центром текстильной промышленности, но (на 2016 год) фактически в городе работает только фабрика «Шуйские ситцы».
В городе имеются промышленные отрасли и предприятия:
- производство систем пожаротушения (НПО «Пожарная автоматика сервис»)[2],
- Шуйский завод «Аквариус» — электронного оборудования[2],
- древесно-стружечных плит, мебели[2],
  - «Эггер древпродукт» — производство ДСП,.
- «Шуйская гармонь»[2] — выпуск гармоней, баянов и аккордеонов, детской мебели,
- текстильных, швейных и строчевышитых изделий (фабрика «Шуйские ситцы»[2] и др.),
- «Шуйская мануфактура» — выпуск швейных изделий,
- «Шуятекс+» — выпуск швейных изделий,
- «Шуйская водка» — производство водки, настоек и наливок,
- «Агро-Эксперт» — производитель комбикормов,
- ООО «Холтекс» — производство лебединого пуха,
- машиностроительный завод — литейное производство,
- «Галеон» — производственное предприятие,
- «Моделька» — производство трикотажных изделий,
- «Умный текстиль» — текстильное производство,
- «Элиттекстиль» — производство постельного белья,
- «Стандартпласт» — мебельное производство,
- «Тезинка» — текстильное производство,
- «Шуйское мыло» — производство мыла,
- «Атлант» — производственное предприятие,
- «Керамика» — производство керамических изделий,
- «Шуйская мыловарня» — производство мыла, музей,
- «Жасмин» — производство одежды,
- «Казённый винный склад» — виноделие,
- «Текстиль Лена» — текстильное производство,
- «Суконка» — текстильное производство,
- асфальтобетонный завод — стройматериалы,
- ПКФ «Родник» — производственное предприятие,
- «Артель» — производство мебели,
- «Шуя-цемент» — стройматериалы.

В 2011 году открыт гостиничный комплекс «Гранд Отель Шуя» европейского уровня (четыре звезды).
Закрытые предприятия:
Завод по производству радиоэлектроники, хлебокомбинат, мясокомбинат, колбасная фабрика, молочный комбинат, маслозавод.

## Образование
Высшее и среднее специальное:
- Шуйский филиал Ивановского государственного университета (основан в 2012 году в результате реорганизации Шуйского государственного педагогического университета)[2]
- Шуйский филиал Ивановского медицинского колледжа (до 2016 года — Шуйский медицинский колледж)
- Шуйский филиал Ивановского промышленно-экономического колледжа (ранее — Шуйский индустриальный техникум)
- Шуйский технологический колледж (до 2014 года — Шуйский профессиональный лицей № 4)
- Шуйский многопрофильный колледж (до 2014 года — Шуйский профессиональный лицей № 42)

В городе работают 14 школ, в том числе:
- шесть средних,
- четыре основных,
- две начальных,
- одна гимназия,

— в которых в общей сложности учатся около 7500 школьников.

## Транспорт
Городской транспорт представлен более 20 маршрутами автобусов, работающих с 4 часов 40 минут до 22 часов 40 минут.
Междугородными автобусами Шуя связана с Москвой, Владимиром, Нижним Новгородом, Ковровом, Ивановом, Кинешмой и другими населёнными пунктами Ивановской области.

Железнодорожное сообщение имеется с Москвой (четыре скоростных поезда «Ласточка» в день), Санкт-Петербургом, Нижним Новгородом (ежедневно), Самарой и Уфой (через день). 

## СМИ
Газеты:
- Частник Шуя.
- Местный спрос (основана в 2002 году).
- Шуйские известия.
- Шуйское время[52]

Телевидение:
- Теза ТВ (прекратило свою деятельность в начале 2021 года. Возобновило вещание в конце февраля 2023 года на площадках VK и Youtube)

Кабельное телевидение:
- ООО «Кабельные телесистемы»

Эфирное телевидение: 20 каналов.

## Известные уроженцы
- Белов, Павел Алексеевич (1897—1962) — советский военачальник, гвардии генерал-полковник, Герой Советского Союза.
- Соловьёв, Валерий Юрьевич (1963) — советский и российский актёр театра и кино, Заслуженный артист Российской Федерации (2006).